# Лічі (Сачхерський муніципалітет)
Лічі (груз. ლიჩი) — село в Грузії.
За даними перепису населення 2014 року в селі проживає 170 осіб.